# Emmet O’Brien
Emmet O’Brien (ur. 7 marca 1981 roku w Dublinie) – irlandzki kierowca wyścigowy.

## Kariera
O’Brien rozpoczął karierę w międzynarodowych wyścigach samochodowych w 2000 roku od startów w edycji zimowej Formuły Palmer Audi. Z dorobkiem dwunastu punktów uplasował się na dwudziestej pozycji w klasyfikacji generalnej. W późniejszych latach Irlandczyk pojawiał się także w stawce Brytyjskiej Formuły Ford, Formuły Ireland, SEAT Cupra Super Prix, Holiday Inn SEAT Cupra Championship, SEAT Cupra Great Britain, European Alfa Challenge, European Touring Car Cup, World Touring Car Championship, Danish Touringcar Championship oraz Blancpain Endurance Series.
W World Touring Car Championship Irlandczyk startował w latach 2006-2007, jednak nigdy nie zdobył punktów. Podczas pierwszego wyścigu brazylijskiej rundy w sezonie 2007 uplasował się na trzynastej pozycji, co było jego najlepszym wynikiem w mistrzostwach.